# Trap-A-Thon
Trap-A-Thon är det tredje indiealbumet av den amerikanske rapparen Gucci Mane. Albumet sålde 12 000 exemplar den första veckan.

## Låtlista
| Nr | Titel                  | Producent(er)       | Gästartist(er)                   | Längd |
| -- | ---------------------- | ------------------- | -------------------------------- | ----- |
| 1  | "Big Cat" (Intro)      |                     |                                  | 0:37  |
| 2  | "Bling Bling"          | Zaytoven            | Big Tank                         | 4:29  |
| 3  | "Re-Up"                | G-Fresh             | Yatta Mann                       | 5:10  |
| 4  | "Big Cat's Home"       |                     |                                  | 2:21  |
| 5  | "Freaky Gurl"          | Cyber Sapp          |                                  | 3:48  |
| 6  | "What They Do"         | Slim Major          | Khia & Young Snead               | 3:11  |
| 7  | "Aw-Man"               | Zaytoven            | .45                              | 4:02  |
| 8  | "Good News & Bad News" |                     |                                  | 0:43  |
| 9  | "Choppa Shoppin'"      | Big Cat Productions | Black Magic, Maceo & Young Snead | 3:20  |
| 10 | "Bad Guys"             | Reefa               | Black Magic                      | 4:43  |
| 11 | "Pillz (Remix)"        | Zaytoven            | Big Tank                         | 4:57  |
| 12 | "Spanish Plug"         | Raw Beats           |                                  | 4:23  |
| 13 | "Product"              | Low                 |                                  | 3:06  |
| 14 | "Bosses Speak"         |                     |                                  | 2:14  |
| 15 | "Freaky Gurl (Remix)"  | Cyber Sapp          |                                  | 3:35  |
| 16 | "2 Screws Loose"       | Big Cat Productions |                                  | 2:34  |

## Listpositioner
| Hitlista               | Position |
| ---------------------- | -------- |
| Top R&B/Hip Hop Albums | 9        |
| The Billboard 200      | 69       |
| Top Independent Albums | 7        |